# 암가강

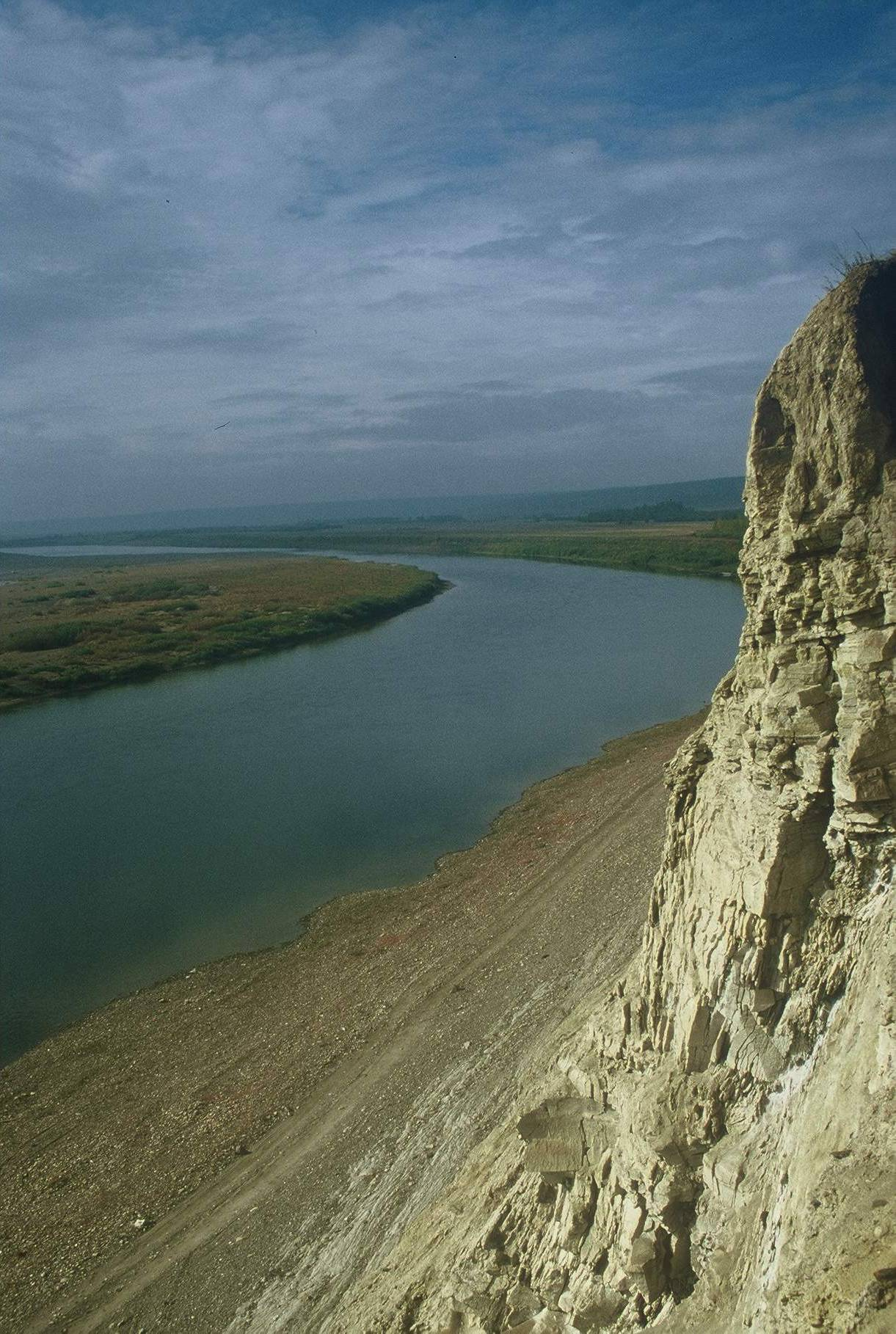

암가강(러시아어: Амга, 야쿠트어: Амма)은 사하 공화국에 위치한 강이다. 유역 길이는 1462 km이고 유역 면적은 69,300 km2이다. 암가강은 10월 중순에 얼어붙고, 5월에 강이 녹는다.